# Коста Луковић
Коста Луковић (Београд, 9. новембар 1886 — Београд, октобар 1944) је био српски новинар, позоришни критичар и управник Народног позоришта у Београду.

## Биографија
Рођен је у чиновничкој породици, завршио је Филозофски факултет Универзитета у Београду, а касније дипломирао на Универзитету у Рену. Његова браћа били су дипломата Радомир Луковић. песник Стеван Луковић, као и Милан и Лука, такође песници (песме све тројице су штампане постхумно у књизи "Лука Луковић и његова браћа"). Био је новинар Политике, листа Пијемонт (Уједињење или смрт), а позоришне критике објављивао је у Новој Искри, Делу, Звезди, Српском књижевном гласнику. Преводио је драме са француског, а током његовог рада у позоришту на репертоару су биле неке од најзначајних домаћих и светских драма. Био је оснивач и власник листа Време од 1921 - 1933. У влади Милана Стојадиновића био је шеф Централног прес бироа. Ухапшен је 1944. као сарадник окупатора, а затим стрељан, био је жртва револуционарног терора у Југославији и један од 105 стрељаних.

## Дела
- Кнез Иво Војновић (чланак) 1906.
- L'Évolution de la tragédie religieuse classique en Francе(1933, Париз)[4]